# Pick a Bale of Cotton
Pick a Bale of Cotton è una worksong cantata dagli antichi schiavi del sud degli Stati Uniti che lavoravano nelle piantagioni. Essi usavano accompagnare il loro lavoro con delle canzoni. 
Il testo originale sarebbe:
Jump down, turn around to pick a bale a day.

cho: Oh Lordy, pick a bale of cotton,

Oh Lordy, pick a bale a day.

That nigger from Shiloh can pick a bale of cotton

That nigger from Shiloh can pick a day.

Me and my gal can pick etc.

Me and my wife etc.

Me and my buddy etc.

Me and my poppa etc.

Takes a might big man to etc.»
(Canto tradizionale)
che poi è stato modificato così:
oh Lord, pick a bale a day,

oh Lord, pick a bale of cotton,

oh Lord, pick a bale a day,

jump down shake around pick a bail of cotton,

jump down shake around pick a bail a day,

jump down shake around pick a bail of cotton,

jump down shake around pick a bail a day,

me and meg pick a bale of cotton,

me and meg pick a bale a day,

me and meg pick a bale of cotton,

me and meg pick a bale a day.»
(canto tradizionale)
I Work song sono canti popolari cantati dagli schiavi neri, questa in particolare nel periodo della Guerra di Secessione Americana.